# Lo más sublime
Lo más sublime ou Respetad a los señores maestros é um filme mudo catalão do 1927 dirigido por Enric Ponsà.Foi realizada por «Producciones E.L.A.» e protagonizada por um grupo de aficionados emprenedors que rodaram os exteriores ao longo de 4 meses, cabes de semana, por diferentes lugares da Costa Brava, principalmente Blanes.

## Partilha
| Personagem               | Ator                 | Pseudónimo de              |
| ------------------------ | -------------------- | -------------------------- |
| Antonio                  | Antonio B. De Vila   | Antonio Burgos             |
| Rosa                     | Mercedes Domènech    |                            |
| Ana Maria                | Rosita Ponsá         |                            |
| Clara                    | Lina Vivarelli       |                            |
| Andrés, o traïdor        | Antonio Granell      |                            |
| Carlos, o Sardinilla     | Valeriano Cortés     |                            |
| Juan                     | Jaime Reixach        | Jaume Ponsà Domènech       |
| Gaspar                   | Julio Paya           |                            |
| Ibó, capitão do pailebot | Eduard de C. Tarragó | Josep Maria Casals Tarragó |
| Lucas                    | Enrique Filló        |                            |
| Menina Nuri              | Nuria Burgos         |                            |

## Ao redor do filme
O filme foi realizado por Producciones E.L.A, uma companhia de Barcelona de nova criação e único filme. Llorenç Arché Codina foi um dos impulsors como produtor, juntamente com Enric Ponsà como diretor, Antonio Burgos como decorador e Josep Maria Casals Tarragó como produtor executivo e actor.

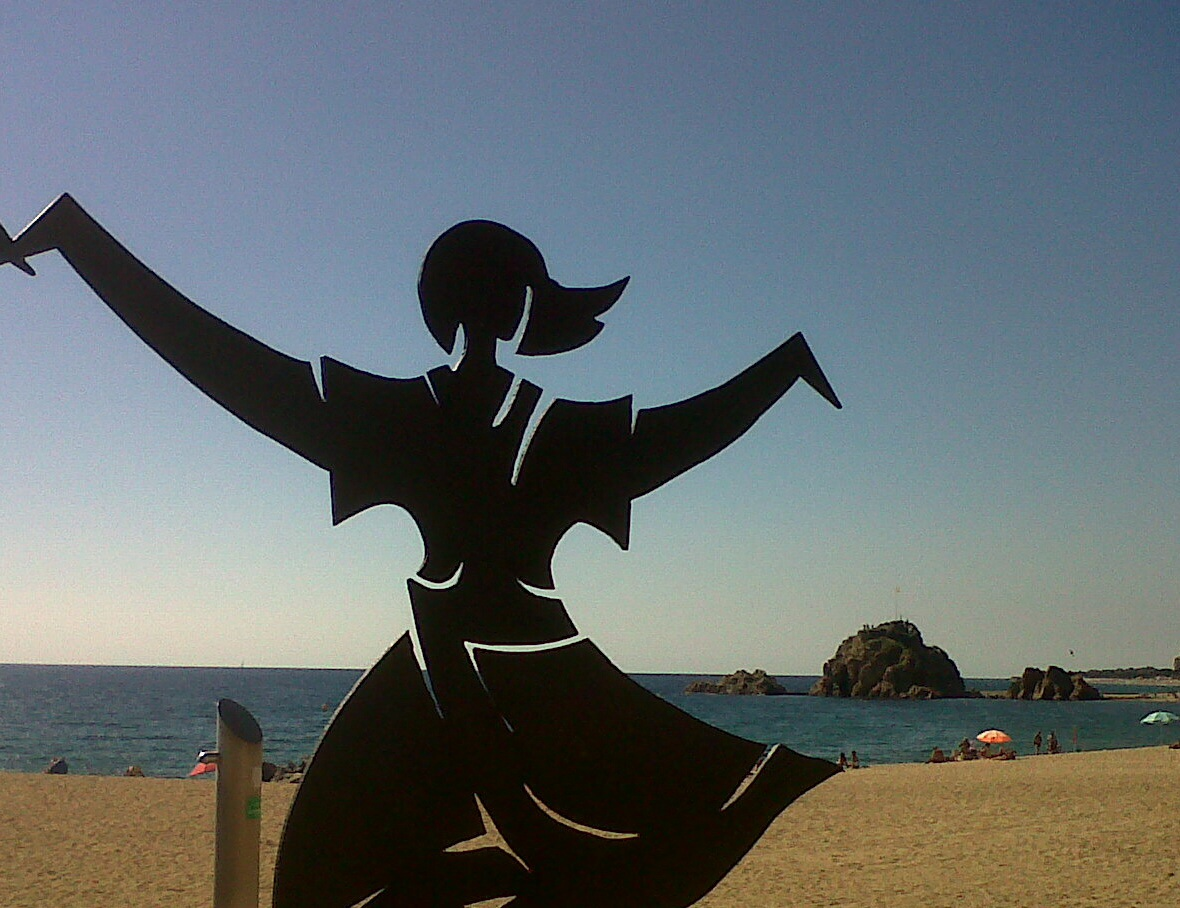
rocha Sa Palomera ao fundo e, em primeiro termo, mulher da escultura Ao Sardanista

Foi filmada à década dos anos vinte quando a paisagem da Costa Brava começava a interessar os cineastas. Juntamente com Lo más sublime, foram rodadas também à mesma época: Lilian (1921), Entre marinos (1920), El místic (1926), Baixant de la font del gat (1927), etc. Os exteriores foram rodados a Blanes e à costa, entre Blanes, Lloret de Mar e Tossa de Mar. Ao início do filme dá-se uma panoràmica de Sant Cebrià (Blanes) tomada desde a rocha Sa Palomera, considerada como o início da Costa Brava.
O 20 de setembro de 1927 fez-se uma projecção em provas pela crítica que aconselhou recortar intertítulos, suprimir alguns outros bem como eliminar algumas cenas do filme dantes da apresentar ao grande público. Com estas mudanças se augurava um grande sucesso em Espanha e aspirações às telas do estrangeiro. Lo más sublime foi estreada no Teatro Novedades na segunda-feira 9 de julho de 1928. O preço da entrada de cadeirão era de 0,75 centavo de peseta e a general de 0,40.
O 1992, uma cópia do filme, conservada no apoio original de trinitrocelulose pelos filhos do produtor executivo, Albert e Josep Maria Casals Martorell, foi recuperada pela Filmoteca de Cataluña que vai transferir o filme a um apoio que se pudesse projectar com garantias de segurança. O 31 de janeiro de 1994 Lo más sublime vai-se reestrenar ao Cine Alcázar, com o acompanyament ao piano de Joan Pineda, coincidindo com a inauguração da exposição de material publicitário entre os anos 1925 e 1936 da Distribuidora catalã Mundial Film.

## Galeria

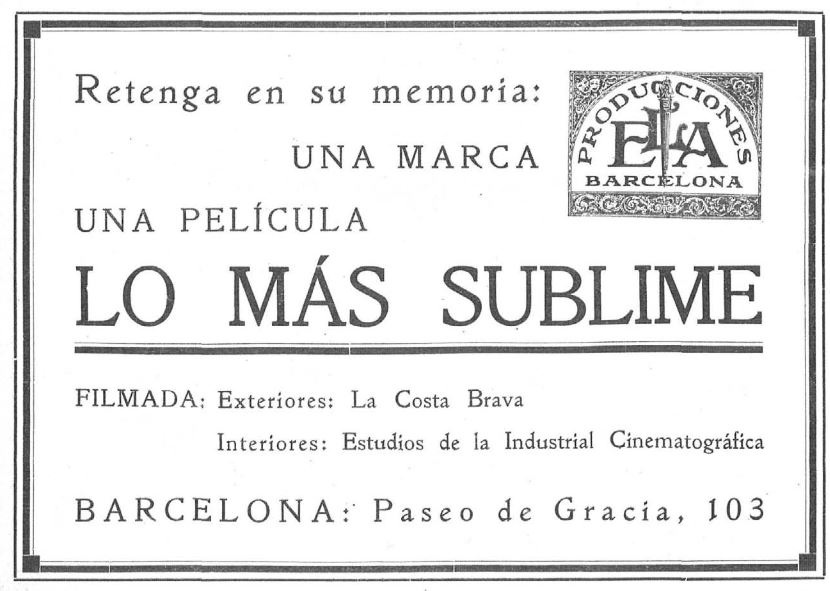
Publicidade à revista Popular Film de 21 de julho de 1927
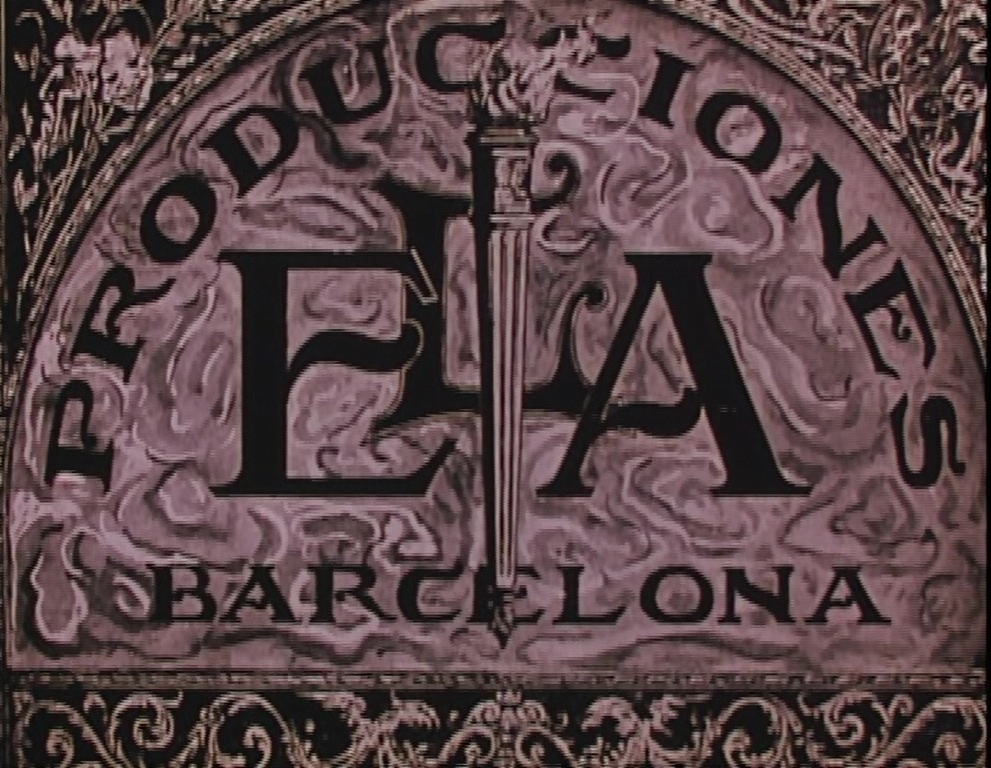
Logo da Producciones ELA